# Bernhard Grobe
Bernhard Grobe (* 4. Oktober 1819 in Calbe; † 18. September 1891) war Rittergutsbesitzer und Mitglied des Deutschen Reichstags.

## Leben
Grobe besuchte das Gymnasium in Magdeburg und widmete sich der Landwirtschaft auf seinem Rittergut in Roitzsch im Kreis Torgau. Er war Mitglied des Kreistages und des Kreisausschusses sowie Amtsvorsteher. Von 1852 bis 1855 und von 1858 bis 1866 war er Mitglied des Preußischen Abgeordnetenhauses.
Von 1874 bis 1877 war er Mitglied des Deutschen Reichstags für den Wahlkreis Regierungsbezirk Magdeburg 1 (Liebenwerda-Torgau) und die Nationalliberale Partei.